# یواس‌اس الن (اس‌پی-۲۸۴)
یواس‌اس الن (اس‌پی-۲۸۴) (به انگلیسی: USS Ellen (SP-284)) یک کشتی بود که طول آن ۴۲ فوت (۱۳ متر) بود. این کشتی در سال ۱۹۱۱ ساخته شد.